# Bahnhof Ehrang
Der Bahnhof Ehrang ist nach dem Trierer Hauptbahnhof der zweitwichtigste Bahnhof der rheinland-pfälzischen Stadt Trier. Der Bahnhof bildet einen Eisenbahnknotenpunkt mit ehemaligem Rangierbahnhof, welcher noch teilweise als Güterbahnhof genutzt wird. In ihm trennt sich die Eifelstrecke in Richtung Köln von der Moselstrecke in Richtung Koblenz. Der Ehranger Bahnhof ist darüber hinaus Ausgangspunkt der Trierer Weststrecke nach Igel und weiter nach Wasserbillig/Luxemburg. Sein Personenverkehr wurde jedoch am 3. März 2025 zum Bahnhofsteil Trier Hafenstraße verlegt.

## Geschichte

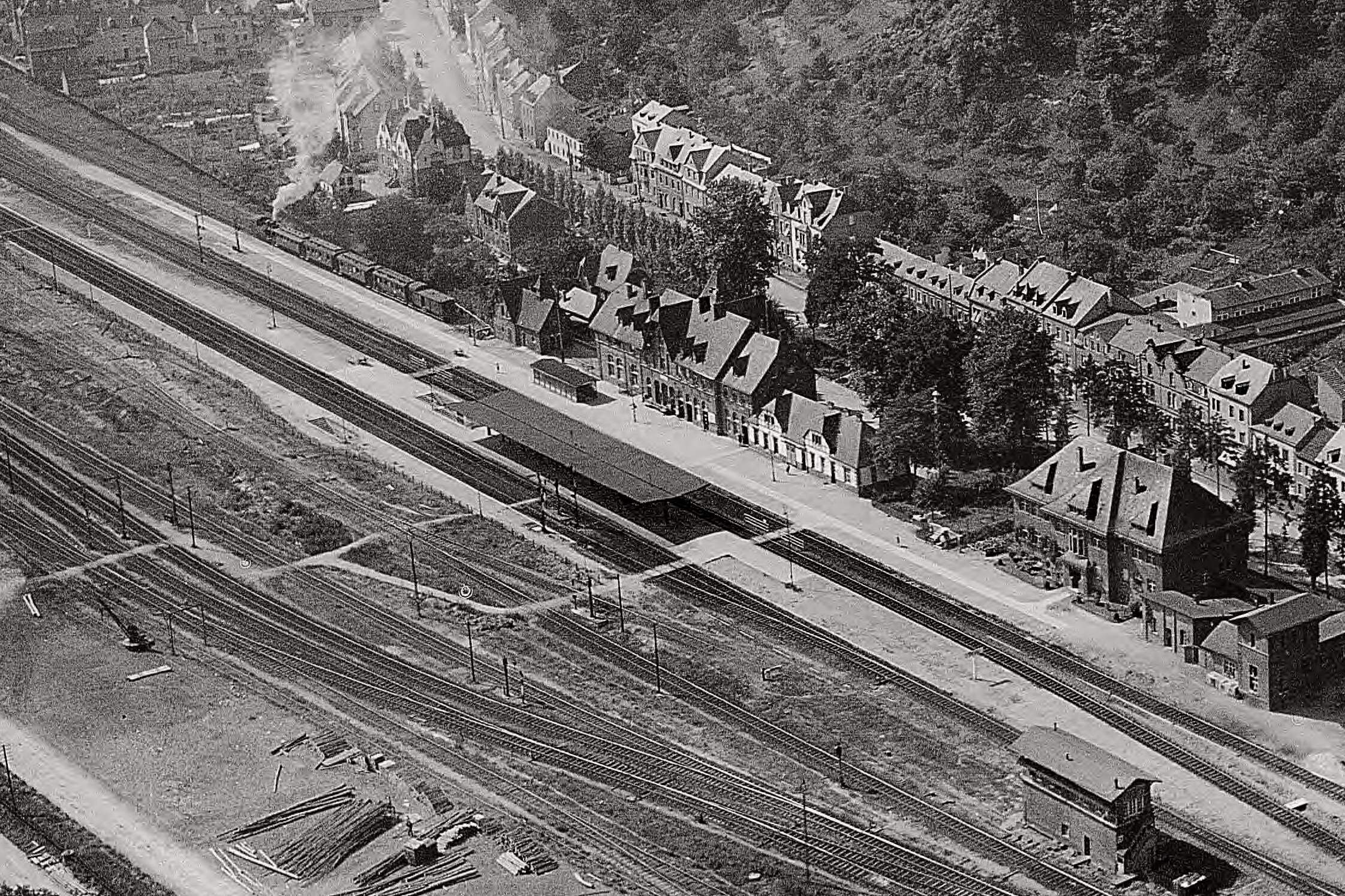
Der Bahnhof Ehrang im Jahr 1929

Der Ehranger Bahnhof wurde 1870 als ein Bahnhof der Rheinischen Eisenbahngesellschaft eröffnet. Gemeinsam mit der Eröffnung der Eisenbahnstrecke von Trier bis Gerolstein begann hier am 25. März 1871 der allgemeine Verkehr und die seit 1860 erbaute Trierer Weststrecke wurde mit diesem Streckenabschnitt vollendet. Das Bahnhofsgebäude von Ehrang glich jenen entlang dieser Strecke: jedes ein kleines Schlösschen. Dies geschah, da Frankreich nach dem Krieg von 1870/1871 eine hohe Summe Kriegsschulden an Deutschland zahlen musste. Man hatte erwartet, es brauche viele Jahre, um diese Schuld zu begleichen. Doch in einer einmaligen Zahlung wurde die ganze Schuld abgetragen. Nun konnte das Kaiserreich es sich leisten, diese (Bahnhofs-)Schlösschen zu erbauen. Der Entwurf zur Planung des Gebäudes in Ehrang stammt von dem Baumeister Julius Carl Raschdorff, der u. a. auch die Bahnhöfe Kyllburg und Speicher entworfen hat.
Als Teil der strategischen „Kanonenbahn“ von Berlin nach Metz im heutigen Frankreich entstand von 1874 bis 1879 die Bahnstrecke von Koblenz entlang der Mosel nach Trier, wodurch der Bahnhof Ehrang ein kleiner Knotenpunkt wurde.
Das Empfangsgebäude ist noch weitgehend im Ursprungszustand vorhanden, wenn auch nicht mehr im Besitz der Deutschen Bahn.
Im Personenverkehr wurde die Bedienung des bisherigen Personenbahnhofs Ehrang ab 3. März 2025 zum Bahnhofsteil Trier Hafenstraße verlegt, der etwa 400 Meter südlich davon liegt.

## Empfangsgebäude
Das Empfangsgebäude einschließlich der Nebengebäude und des Wasserturms sind laut rheinland-pfälzischem Denkmalschutzgesetz (DSchG) als Kulturdenkmal ausgewiesen.
Der Wasserturm ist ein auf kegelförmigem Unterbau aus Gusseisenplatten genieteter, kugelförmiger Wasserbehälter, der zwischen 1907 und 1913 erbaut wurde. Heute ist der Wasserturm ein relativ seltener Vertreter der um 1900 häufig gebauten Wassertürme nach dem System Intze. Er ist Teil der berühmten Fotoserie „Wassertürme“ der Schweizer Fotokünstler Bernd und Hilla Becher.
Das Ensemble aus Empfangsgebäude, Schuppen und Bedienstetenwohnhaus ist ein malerischer Gruppenbau mit Rotsandsteinfassaden.
Das gesamte Ensemble besitzt die Adresse Ehranger Straße 2, 3, 4, 5, 7 und 8.

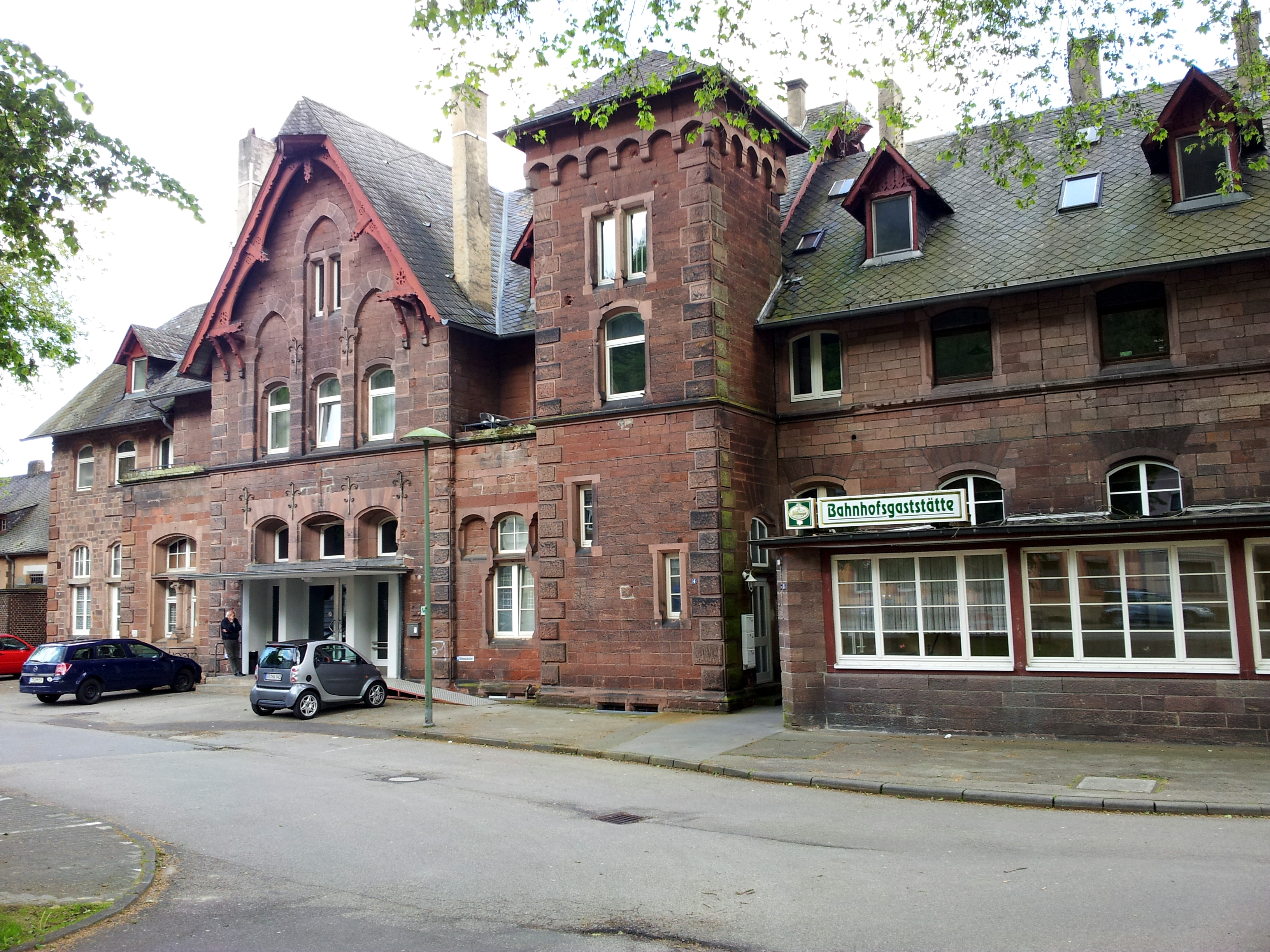
Empfangsgebäude (nicht mehr in Gebrauch) von der Straße her gesehen
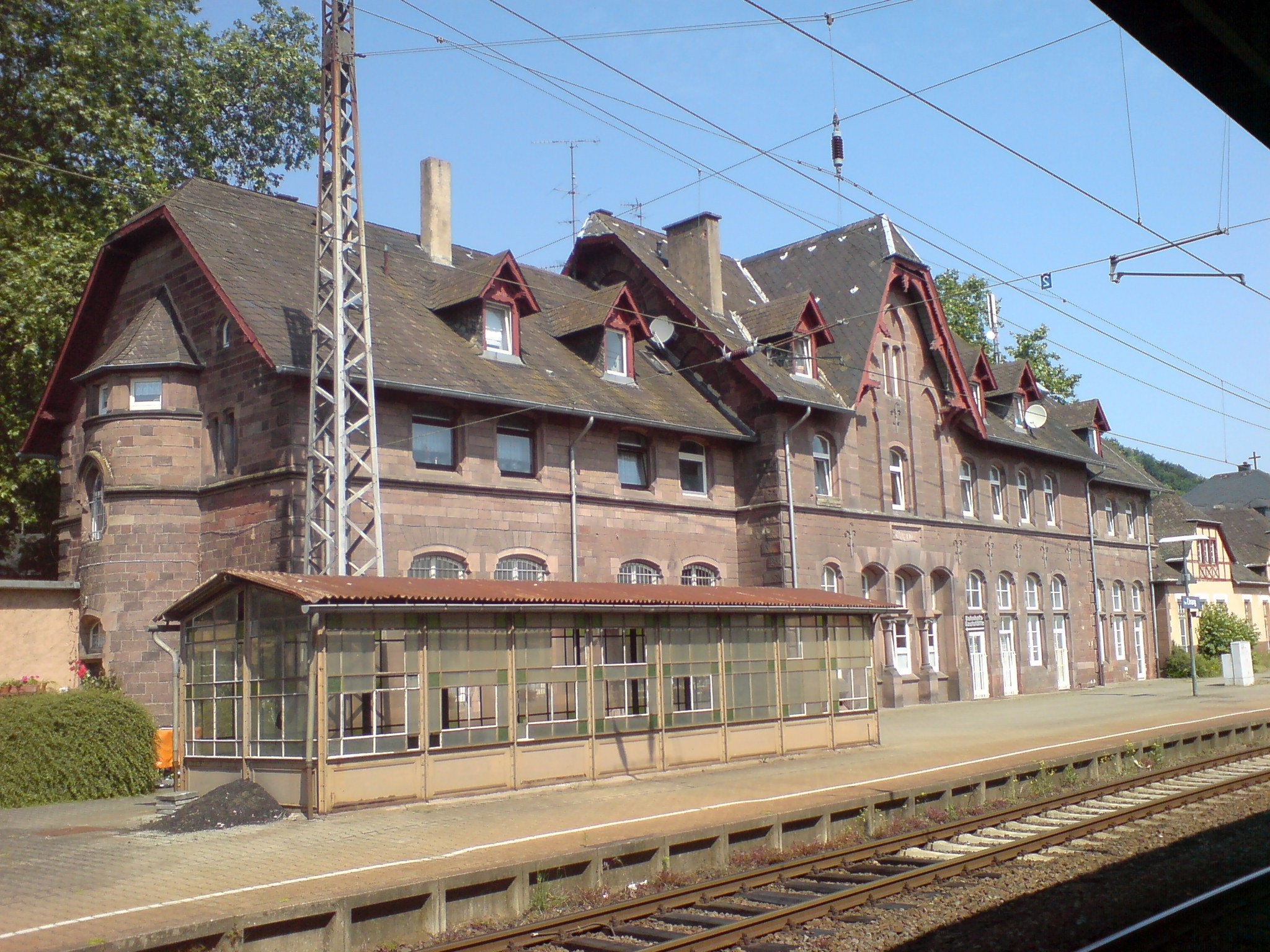
Empfangsgebäude von den Gleisen her gesehen
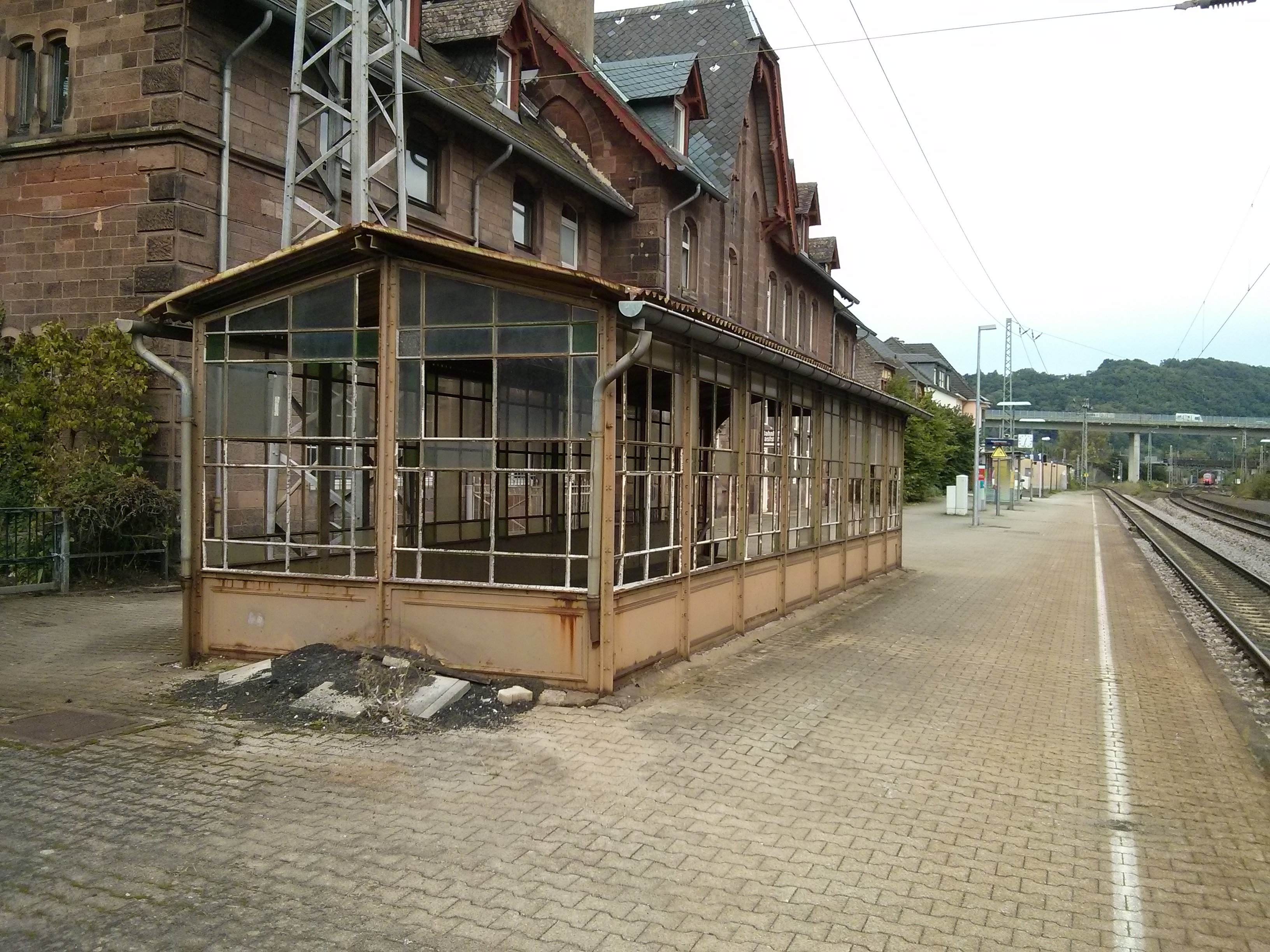
Gleis 1: die Überdachung der Unterführung hat stark unter Verschleiß und Vandalismus gelitten
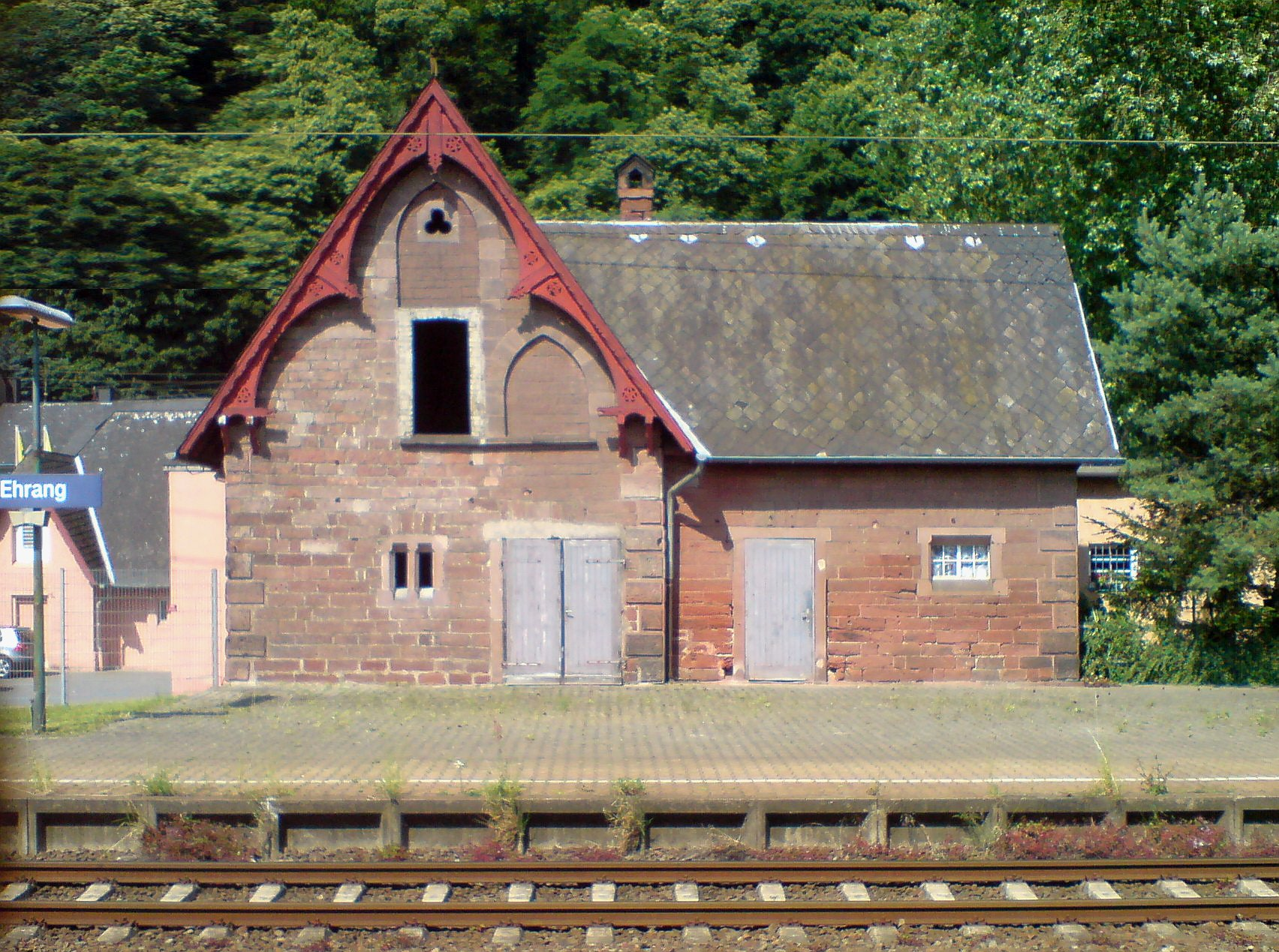
Nebengebäude, an Gleis 1 südlich des Empfangsgebäudes
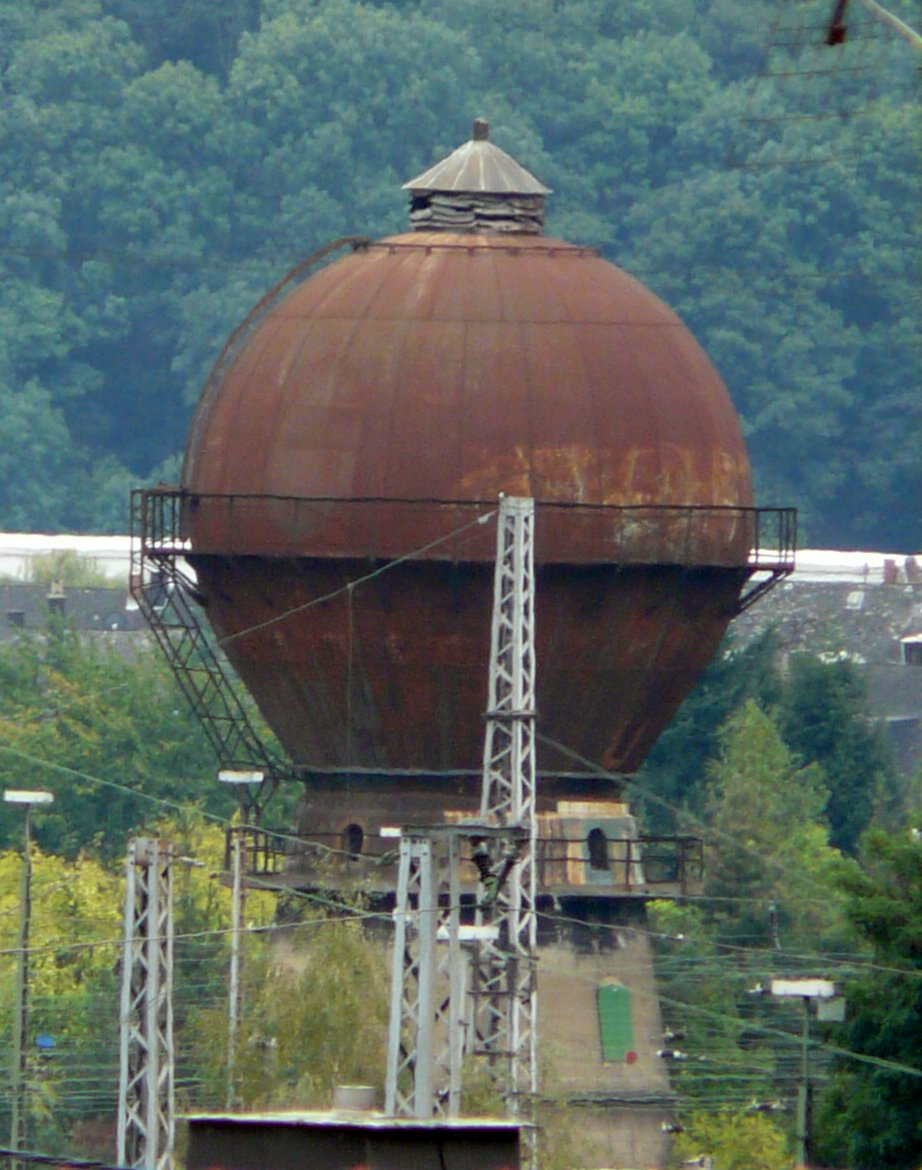
Wasserturm

## Verkehr
Für den gesamten Öffentlichen Personennahverkehr (ÖPNV) in Ehrang gilt der Tarif des Verkehrsverbundes Region Trier (VRT) sowie auf den Schienenstrecken auch der Tarif der Deutschen Bahn AG (DB).